# Los Prisioneros
Los Prisioneros a fost o formație muzicală chiliană de rock, punk, rockabilly și new wave formată în orașul San Miguel, Santiago de Chile. Formația a fost compusă din Jorge González (solist vocal și chitară bas), Claudio Narea (chitară și voce de fundal)  și Miguel Tapia (percuție și voce de fundal). Ani de activitate: 1983-1992 și 2001-2006. 

## Discografie

### Album de studio
- 1984 - La Voz de los '80
- 1986 - Pateando Piedras
- 1987 - La Cultura de la Basura
- 1990 - Corazones
- 2003 - Los Prisioneros
- 2004 - Manzana